# تاکایوکی فوکومورا
تاکایوکی فوکومورا (انگلیسی: Takayuki Fukumura؛ زادهٔ ۲۲ دسامبر ۱۹۹۱) بازیکن فوتبال اهل ژاپن است.
از باشگاه‌هایی که در آن بازی کرده‌است می‌توان به باشگاه فوتبال شیمیزو اس-پالس اشاره کرد.